# اندرو لاترستین
اندرو لاترستین (به انگلیسی: Andrew Lauterstein) (زادهٔ ۲۲ مهٔ ۱۹۸۷) شناگر اهل استرالیا است.